# Rybno (gmina w województwie warmińsko-mazurskim)
Rybno – gmina wiejska w województwie warmińsko-mazurskim, w powiecie działdowskim. W latach 1975–1998 gmina położona była w województwie ciechanowskim.
Siedziba władz gminy to Rybno.
Według danych z 30 czerwca 2004 gminę zamieszkiwało 7180 osób. Natomiast według danych z 31 grudnia 2019 roku gminę zamieszkiwało 7196 osób.

## Struktura powierzchni
Według danych z roku 2005 gmina Rybno ma obszar 147,46 km², w tym:
- użytki rolne: 58%
- użytki leśne: 26%

Gmina stanowi 15,29% powierzchni powiatu.

## Demografia

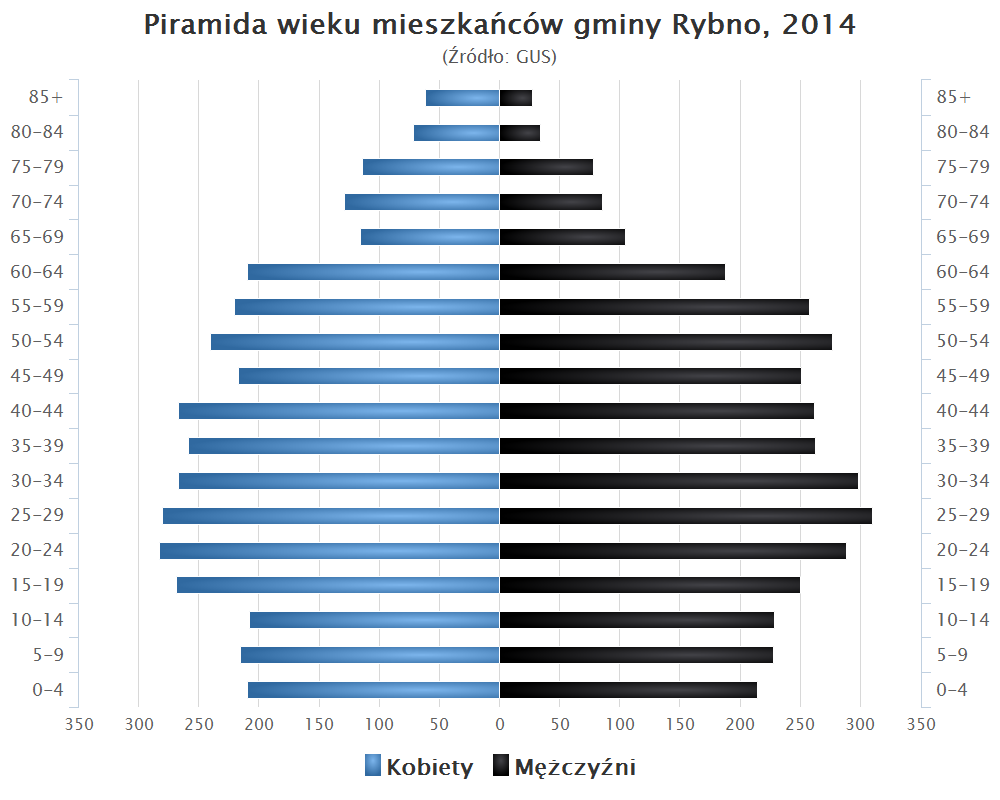
Piramida wieku mieszkańców gminy Rybno w 2014 roku

Dane z 30 czerwca 2004:
| Opis                              | Ogółem | Ogółem | Kobiety | Kobiety | Mężczyźni | Mężczyźni |
| --------------------------------- | ------ | ------ | ------- | ------- | --------- | --------- |
| jednostka                         | osób   | %      | osób    | %       | osób      | %         |
| populacja                         | 7180   | 100    | 3588    | 50      | 3592      | 50        |
| gęstość zaludnienia (mieszk./km²) | 48,7   | 48,7   | 24,3    | 24,3    | 24,4      | 24,4      |

## Ochrona przyrody
Na terenie gminy znajdują się dwa rezerwaty przyrody:
- rezerwat przyrody Jezioro Neliwa (utworzony w 2006 r.) oraz
- rezerwat przyrody Ostrów Tarczyński.

Rezerwat przyrody Czapliniec Werski został zlikwidowany w 2006 r. Powodem było przemieszczenie się gniazdujących tam czapli do lasu nad jeziorem Zarybinek.

## Sąsiednie gminy
- powiat działdowski: gmina Działdowo, gmina Lidzbark, gmina Płośnica
- powiat iławski: gmina Lubawa,
- powiat ostródzki: gmina Dąbrówno,
- powiat nowomiejski: gmina Grodziczno,

## Honorowi obywatele
- Karol Okrasa[5] (2015)
- Anastazy Nadolny[6] (2016)
- Aleksandra Piotrowska[7] (2017)
- Elżbieta Bojanowska[8] (2019)
- Daniel Kasprowicz[9] (2021)

## Gminy partnerskie
| Gmina        | Kraj   | Data podpisania umowy |
| ------------ | ------ | --------------------- |
| gmina Heiden | Niemcy | 20 kwietnia 2018      |

## Sołectwa
Dębień, Grabacz, Gralewo-Stacja, Grądy, Gronowo, Hartowiec, Jeglia, Koszelewki, Koszelewy, Kopaniarze, Naguszewo, Nowa Wieś, Prusy, Rapaty, Rumian, Rybno, Szczupliny, Truszczyny, Tuczki, Żabiny.
Miejscowości bez statusu sołectwa: Groszki, Kostkowo, Lesiak, Szczupliniak, Wery, Zofiówka.